# Син Запорізького дуба
Син Запорізького дуба — це дуб, який росте на так званому Тарасовому шляху, який знаходиться на острові Хортиця в місті Запоріжжя. Його було посаджено у 2013 році з жолудя, що виріс на останній зеленій гілці легендарного 700-річного Запорізького дуба.